# Declaración de independencia de Israel

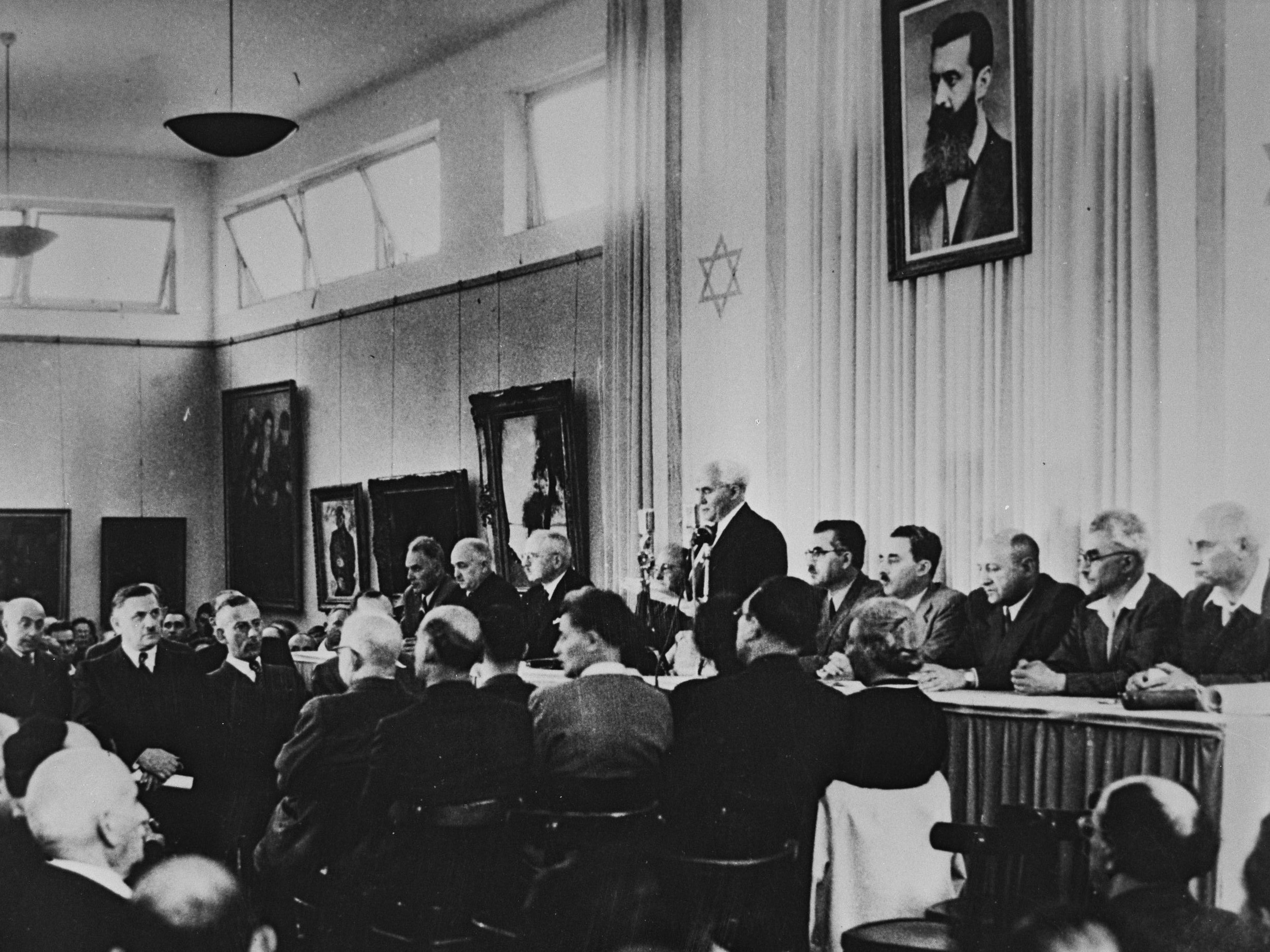
David Ben-Gurión (primer ministro de Israel) lee la Declaración de la Independencia de Israel, el 14 de mayo de 1948, en Tel Aviv, Israel, bajo un gran retrato de Theodor Herzl, fundador del moderno sionismo.

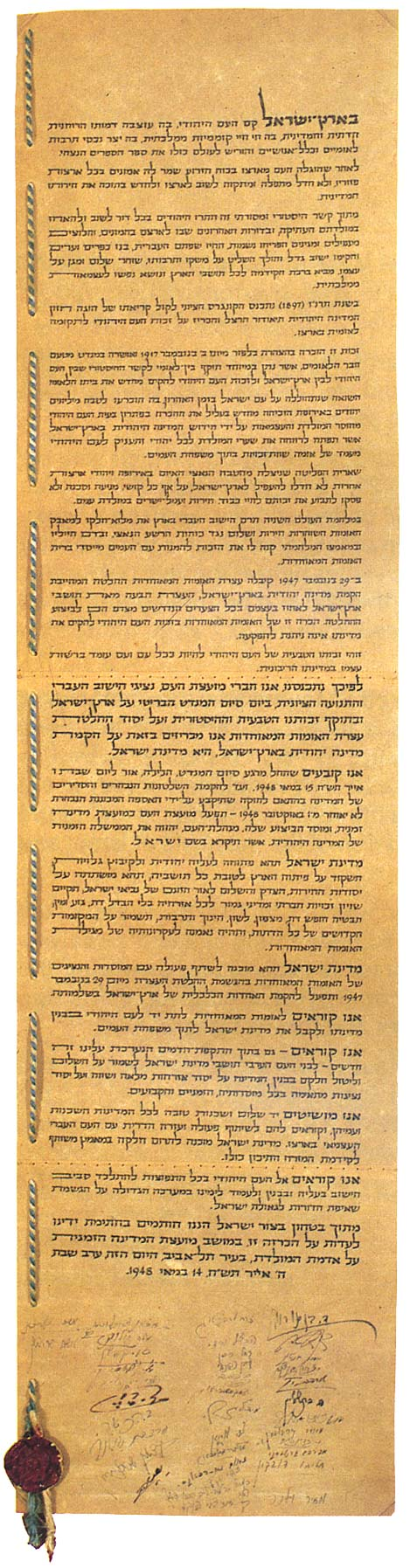
Texto de la Declaración de Independencia.

La Declaración de independencia de Israel (en hebreo: הכרזת העצמאות) tuvo lugar el 14 de mayo de 1948 (5 Iyar 5708) en el Museo de Arte de Tel Aviv, coincidiendo con la finalización legal del Mandato Británico de Palestina sobre la llamada «Tierra de Israel» (Eretz Israel) por los judíos. La declaración se llevó a cabo tras haberse aprobado, en noviembre del año anterior en la Asamblea General de las Naciones Unidas, el Plan de partición de Palestina en dos Estados, uno árabe y otro judío, aceptado por la comunidad judía y rechazado por la comunidad árabe.
La fecha programada por los británicos para la expiración de su mandato, el día 15 a las cero horas, coincidía con el sabbat, de modo que las autoridades judías decidieron adelantar la ceremonia oficial a las cuatro de la tarde del viernes 14, ocho horas antes de que el alto comisario Alan Cunningham abandonara el puerto de Haifa junto con las últimas autoridades británicas. 
Se afirmaba que el Estado se basaría en los principios de libertad, justicia y paz, abierto a la inmigración de todos los judíos del mundo (reclama la solidaridad de la Diáspora), y garantizando la igualdad de derechos y libertades para todos sus ciudadanos, sin distinción. Solicitaba también ser admitido en la ONU e invitaba a los vecinos árabes a convivir en paz y buena vecindad, con ayuda y cooperación mutua. 
Con la excepción del mundo araboislámico, la declaración encontró una respuesta inmediata y universalmente favorable: así, esa misma noche, once minutos después de que expirase el Mandato Británico, Estados Unidos reconoció al Estado de Israel. La Unión Soviética lo hizo tres días después.

## Contexto histórico
La posibilidad de una patria judía en Palestina había sido un objetivo de las organizaciones sionistas desde finales del siglo XIX. En 1917, el Secretario de Relaciones Exteriores británico Arthur Balfour declaró en una carta al líder de la comunidad judía británica Lord Lionel Walter Rothschild que:

El Gobierno de Su Majestad contempla con beneplácito el establecimiento en Palestina de un hogar nacional para el pueblo judío y hará uso de sus mejores esfuerzos para facilitar la realización de este objetivo, entendiéndose claramente que no se hará nada que pueda perjudicar los derechos civiles y religiosos de las comunidades no judías existentes en Palestina, o los derechos y el estatus político de los judíos en cualquier otro país.

A través de esta carta, que se conoció como la Declaración Balfour, la política del gobierno británico respaldó oficialmente el sionismo. Después de la Primera Guerra Mundial, el Reino Unido recibió un mandato para Palestina, que había conquistado de los otomanos durante la guerra. En 1937, la Comisión Peel sugirió dividir el Mandato de Palestina en un estado árabe y un estado judío, aunque la propuesta fue rechazada como inviable por el gobierno y fue al menos parcialmente culpable de la renovación de las revueltas árabes de 1936-39.
Ante el aumento de la violencia tras la Segunda Guerra Mundial, los británicos entregaron el tema a las recientemente establecidas Naciones Unidas. El resultado fue la Resolución 181 (II), un plan para dividir Palestina en Estados Árabes y Judíos Independientes y el Régimen Internacional Especial para la Ciudad de Jerusalén. El estado judío recibiría alrededor del 56% de la superficie terrestre del Mandato de Palestina, abarcando el 82% de la población judía, aunque estaría separado de Jerusalén. El plan fue aceptado por la mayoría de la población judía, pero rechazado por gran parte de la población árabe. El 29 de noviembre de 1947, la resolución de recomendar al Reino Unido, como Potencia mandataria de Palestina, y a todos los demás Miembros de las Naciones Unidas la adopción y aplicación, con respecto al futuro gobierno de Palestina, del Plan de Partición con Unión Económica se sometió a votación en la Asamblea General de las Naciones Unidas.
El resultado fue de 33 votos contra 13 a favor de la resolución y 10 abstenciones. Resolución 181(II): PARTE I: FUTURA CONSTITUCIÓN Y GOBIERNO DE PALESTINA: A. TERMINACIÓN DEL MANDATO, PARTICIÓN E INDEPENDENCIA: La cláusula 3 establece:

Estados árabes y judíos independientes y el Régimen Internacional Especial para la Ciudad de Jerusalén, ... entrará en vigor en Palestina dos meses después de que haya concluido la evacuación de las fuerzas armadas de la Potencia mandataria, pero en cualquier caso a más tardar el 1° de octubre de 1948.

Los países árabes (todos los cuales se habían opuesto al plan) propusieron consultar a la Corte Internacional de Justicia sobre la competencia de la Asamblea General para dividir un país, pero la resolución fue rechazada.
Fuera de Israel y del mundo árabe, el nacimiento del Estado judío encontró un apoyo universalmente favorable, tanto en Occidente como en el bloque del Este. En la noche del 15 de mayo de 1948, los ejércitos de Egipto, Transjordania, Siria, Líbano e Irak cruzaron las fronteras y comenzarían la invasión del Estado de Israel.

### Redacción del texto
El primer borrador de la declaración fue hecho por Zvi Berenson, asesor legal de la Histadrut y más tarde juez de la Corte Suprema, a petición de Pinchas Rosen. Un segundo borrador revisado fue hecho por tres abogados, A. Beham, A. Hintzheimer y Z.E. Baker, y fue elaborado por un comité que incluía a David Remez, Pinchas Rosen, Haim-Moshe Shapira, Moshé Sharet y Aharon Zisling. Una segunda reunión del comité, que incluyó a David Ben-Gurión, Yehuda Leib Maimon, Sharet y Zisling produjo el texto final.

### Voto del Minhelet HaAm
El 12 de mayo de 1948, el Minhelet HaAm (Gobierno provisional de Israel) fue convocado para votar sobre la declaración de independencia. Tres de los trece miembros estaban desaparecidos, con Yehuda Leib Maimon y Yitzhak Gruenbaum bloqueados en la sitiada Jerusalén, mientras que Yitzhak-Meir Levin estaba en los Estados Unidos.
La reunión comenzó a las 13:45 y terminó después de la medianoche. La decisión fue entre aceptar la propuesta estadounidense de una tregua o declarar la independencia. Esta última opción fue sometida a votación, con el apoyo de seis de los diez miembros presentes:
- A favor: David Ben-Gurion, Moshe Sharet (Mapai); Peretz Bernstein (Sionistas Generales); Haim-Moshe Shapira (HaPoel HaMizrahi); Mordechai Bentov, Aharon Zisling (Mapam).
- En contra: Eliezer Kaplan, David Remez (Mapai); Pinchas Rosen (Nuevo Partido Aliya); Bechor-Shalom Sheetrit (Comunidades Sefardíes y Orientales).

Jaim Weizmann, el presidente de la Organización Sionista Mundial, y pronto será el primer Presidente de Israel, respaldó la decisión, después de preguntar "¿Qué están esperando los idiotas?"

### Redacción final
El proyecto de texto se presentó para su aprobación en una reunión del Moetzet HaAm (Consejo de Estado Provisional) en el edificio del FNJ en Tel Aviv el 14 de mayo. La reunión comenzó a las 13:50 y terminó a las 15:00, una hora antes de que se hiciera la declaración. A pesar de los desacuerdos del momento, los miembros del Consejo votaron unánimemente a favor del texto final. Durante el proceso, hubo dos debates principales, centrados en las cuestiones de las fronteras y la religión.

#### Fronteras

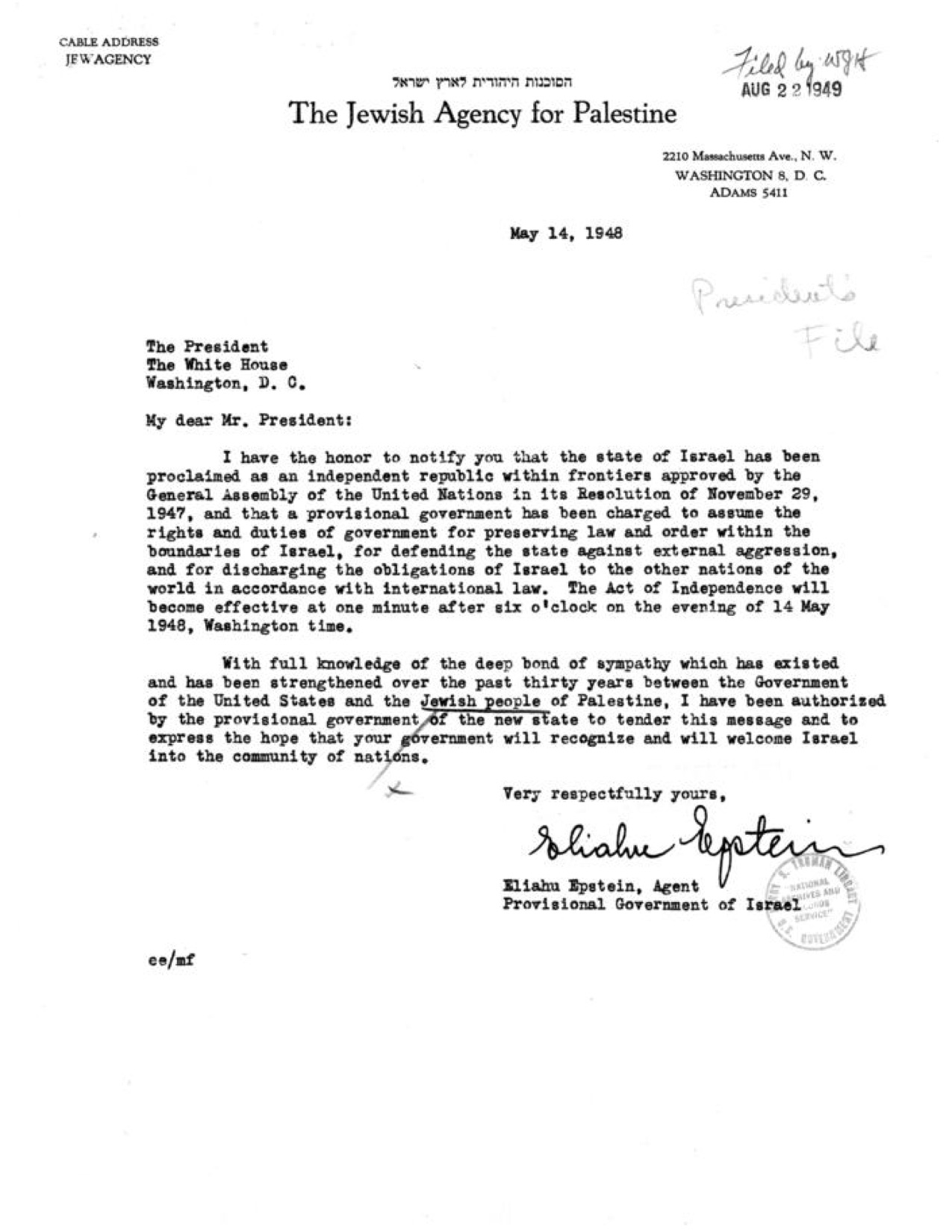
El día de su proclamación, Eliahu Epstein escribió a Harry S. Truman que el Estado había sido proclamado "dentro de las fronteras aprobadas por la Asamblea General de las Naciones Unidas en su Resolución del 29 de noviembre de 1947".

Las fronteras no se especificaron en la Declaración, aunque su párrafo 14 indicaba la voluntad de cooperar en la implementación del Plan de Partición de la ONU. El borrador original había declarado que las fronteras serían decididas por el plan de partición de la ONU. Si bien esto fue apoyado por Rosen y Bechor-Shalom Sheetrit, Ben-Gurion y Zisling se opusieron, con Ben-Gurion declarando: 

"Aceptamos la Resolución de la ONU, pero los árabes no. Se están preparando para hacernos la guerra. Si los derrotamos y capturamos Galilea occidental o territorio a ambos lados del camino a Jerusalén, estas áreas se convertirán en parte del Estado. ¿Por qué deberíamos obligarnos a aceptar límites que en cualquier caso los árabes no aceptan?"

La inclusión de la designación de fronteras en el texto se eliminó después de que el gobierno provisional de Israel, el Minhelet HaAm, votara 5-4 en contra. Los revisionistas, comprometidos con un Estado Judío a ambos lados del río Jordán (es decir, incluyendo Transjordania), querían que se incluyera la frase "dentro de sus fronteras históricas", pero no tuvieron éxito.

#### Religión
El segundo problema importante fue sobre la inclusión de Dios en la última sección del documento, con el borrador usando la frase "y poniendo nuestra confianza en el Todopoderoso". Los dos rabinos, Shapira y Yehuda Leib Maimon, argumentaron a favor de su inclusión, diciendo que no podía omitirse, con Shapira apoyando la frase "Dios de Israel" o "el Todopoderoso y Redentor de Israel". Fue fuertemente opuesto por Zisling, un miembro del secularista Mapam. Al final se usó la frase "Roca de Israel", que podría interpretarse como una referencia a Dios o a la Tierra de Eretz Israel, Ben-Gurion dijo: "Cada uno de nosotros, a su manera, cree en la 'Roca de Israel' como él la concibe. Me gustaría hacer una petición: No me dejen someter esta frase a votación". Aunque Zisling todavía se opuso a su uso, la frase fue aceptada sin votación.

#### Nombre
Los redactores también tuvieron que decidir sobre el nombre del nuevo estado. Eretz Israel, Ever (del nombre Eber), Judea y Sión fueron todos sugeridos, al igual que Ziona, Ivriya y Herzliya. Judea y Sión fueron rechazadas porque, de acuerdo con el plan de partición, Jerusalén (Sión) y la mayoría de las montañas de Judea estarían fuera del nuevo estado. Ben-Gurion propuso "Israel" y fue aprobado por una votación de 6-3. Documentos oficiales publicados en abril de 2013 por el Archivo Estatal de Israel muestran que días antes del establecimiento del Estado de Israel en mayo de 1948, los funcionarios todavía estaban debatiendo sobre cómo se llamaría el nuevo país en árabe: Palestina (فلسطين Filastin), Zion (صهيون Sayoun) o Israel (إسرائيل Eesra'il). Se hicieron dos suposiciones: "Que un estado árabe estaba a punto de establecerse junto con el judío de acuerdo con la resolución de partición de la ONU el año anterior, y que el estado judío incluiría una gran minoría árabe cuyos sentimientos debían tenerse en cuenta". Al final, los funcionarios rechazaron el nombre Palestina porque pensaron que ese sería el nombre del nuevo estado árabe y podría causar confusión, por lo que optaron por la opción más genuina: Israel.

#### Otros artículos
En la reunión del 14 de mayo, varios otros miembros de Moetzet HaAm sugirieron adiciones al documento. Meir Vilner quería que denunciara el Mandato Británico y el ejército, pero Sharet dijo que estaba fuera de lugar. Meir Argov presionó para mencionar los campos de desplazados en Europa y para garantizar la libertad de idioma. Ben-Gurion estuvo de acuerdo con este último, pero señaló que el hebreo debería ser el idioma principal del estado.
El debate sobre la redacción no terminaría por completo ni siquiera después de que se hubiera hecho la Declaración. El firmante de la declaración, Meir David Loewenstein, afirmó más tarde: "Ignoró nuestro derecho exclusivo a Eretz Israel, que se basa en el pacto del Señor con Abraham, nuestro padre, y las repetidas promesas en el Tanaj. Ignoró la aliá de Rambam y los estudiantes de Gaón de Vilna y el Baal Shem Tov, y los [derechos de] los judíos que vivían en el 'Viejo Yishuv'".

## Ceremonia de declaración

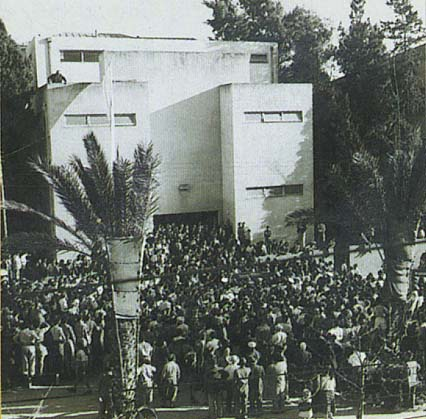
Una multitud celebrando fuera del Museo de Tel Aviv, ubicado en 16 Boulevard Rothschild, para escuchar la Declaración.

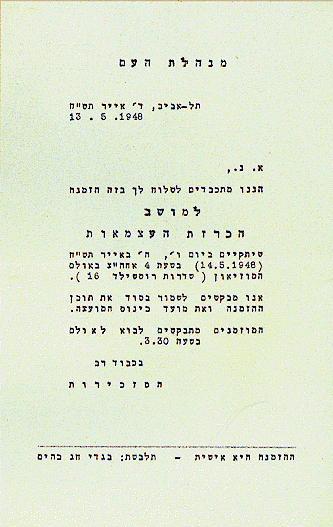
Invitación a la ceremonia, fechada el 13 de mayo de 1948.

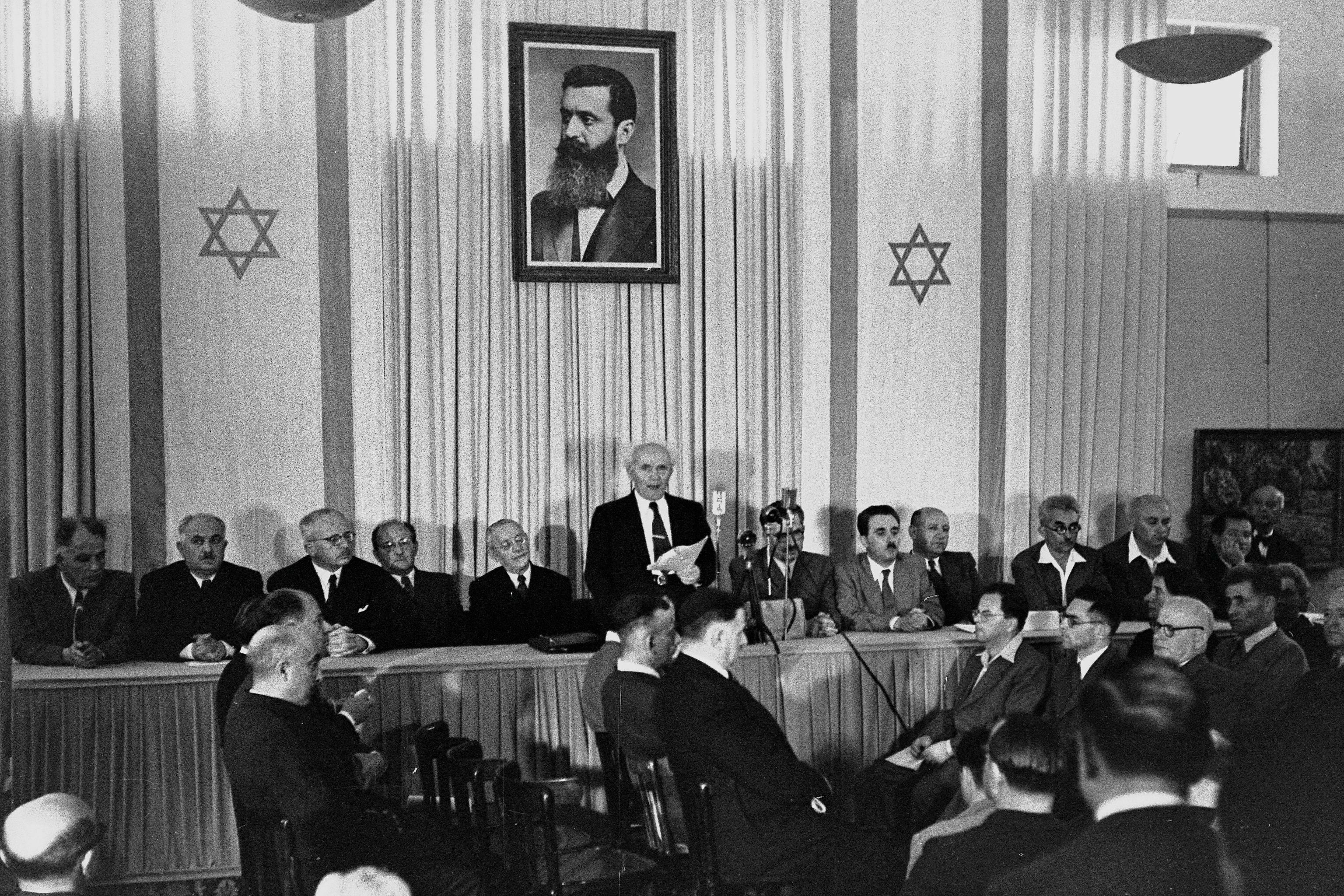
David Ben-Gurión declarando la independencia bajo un gran retrato de Theodor Herzl, fundador del sionismo moderno

La ceremonia se celebró en el Museo de Tel Aviv (hoy conocido como Salón de la Independencia), pero no fue ampliamente promocionado, ya que se temía que las autoridades británicas intentaran de impedirlo o que los ejércitos árabes pudieran invadir antes de lo esperado. Una invitación fue enviada por mensajero en la mañana del 14 de mayo diciendo a los destinatarios que llegaran a las 15:30 y que mantuvieran el evento en secreto. El evento comenzó a las 16:00 (hora elegida para no violar el shabat) y fue transmitido en vivo como la primera transmisión de la nueva estación de radio Kol Yisrael.
El borrador final de la declaración fue mecanografiado en el edificio del Fondo Nacional Judío después de su aprobación a principios del día. Ze'ev Sherf, que se quedó en el edificio para entregar el texto, se había olvidado de organizar su propio traslado. En última instancia, tuvo que marcar un automóvil que pasaba y pedirle al conductor (que conducía un automóvil prestado sin licencia) que lo llevara a la ceremonia. La solicitud de Sherf fue inicialmente rechazada, pero logró persuadir al conductor para que lo llevara. El automóvil fue detenido por un policía por exceso de velocidad mientras conducía por la ciudad, aunque no se emitió ninguna multa después de que se explicara que estaba retrasando la declaración de independencia. Sherf llegó al museo a las 15:59.
A las 16:00, Ben-Gurion abrió la ceremonia golpeando su martillo sobre la mesa, lo que provocó una interpretación espontánea del Hatikva, que pronto sería el Himno Nacional de Israel, por los 250 invitados. Entre los participantes se encontraban autoridades judías, alcaldes, líderes políticos y religiosos, intelectuales y periodistas que pudieron llegar a Tel Aviv, ya que Jerusalén se encontraba en esos momentos cercada por tropas bien equipadas de la Legión Árabe transjordana, ya a las puertas de la Ciudad Vieja, en el marco de la guerra civil.
En la pared detrás del podio colgaba un retrato de Theodor Herzl, el fundador del sionismo moderno, y dos banderas, que más tarde se convertirían en la bandera oficial de Israel.
Después de decirle a la audiencia "Ahora les leeré el pergamino del Establecimiento del Estado, que ha pasado su primera lectura por el Consejo Nacional", Ben-Gurion procedió a leer la histórica declaración, de carácter estrictamente laico pero que establecía un vínculo con la cultura y la historia de los antepasados judíos, y comenzaba así:

Eretz Israel ha sido la cuna del pueblo judío. Aquí se ha forjado su personalidad espiritual, religiosa y nacional. Aquí ha vivido como pueblo libre y soberano; aquí ha creado una cultura con valores nacionales y universales.

A continuación fue mencionando con rapidez los hitos que había atravesado el pueblo judío en su historia reciente, recordando el largo exilio y el moderno Yishuv, sin olvidarse de evocar a Herzl y a la Declaración Balfour, el Holocausto y el voto favorable de la ONU. 
Acababa proclamando, «en virtud del derecho natural e histórico del pueblo judío, así como la resolución de las Naciones Unidas», un Estado judío en Palestina, que llevará el nombre de «Estado de Israel». 
Por medio de la palabra bíblica «Roca de Israel» (Tsur Israel) para evitar mencionar a Dios en un texto político, la declaración concluía con estas palabras:

Depositando la confianza en la «Roca de Israel», suscribimos esta declaración en la sesión del Consejo provisional de Pueblo sobre el suelo de la patria, en la ciudad de Tel Aviv, la víspera del shabat, 5 del mes iyar de 5708 (14 de mayo de 1948).

Tras la lectura de la Declaración, que tomó 16 minutos, hubo todavía tiempo para derogar las leyes represivas y antiinmigratorias del Gobierno británico (véase Libro Blanco). Terminando con las palabras "Aceptemos el Pergamino de la Fundación del Estado judío levantándose" y pidiendo al rabino Fishman que recitara la bendición Shehecheyanu.

### Signatarios del pergamino

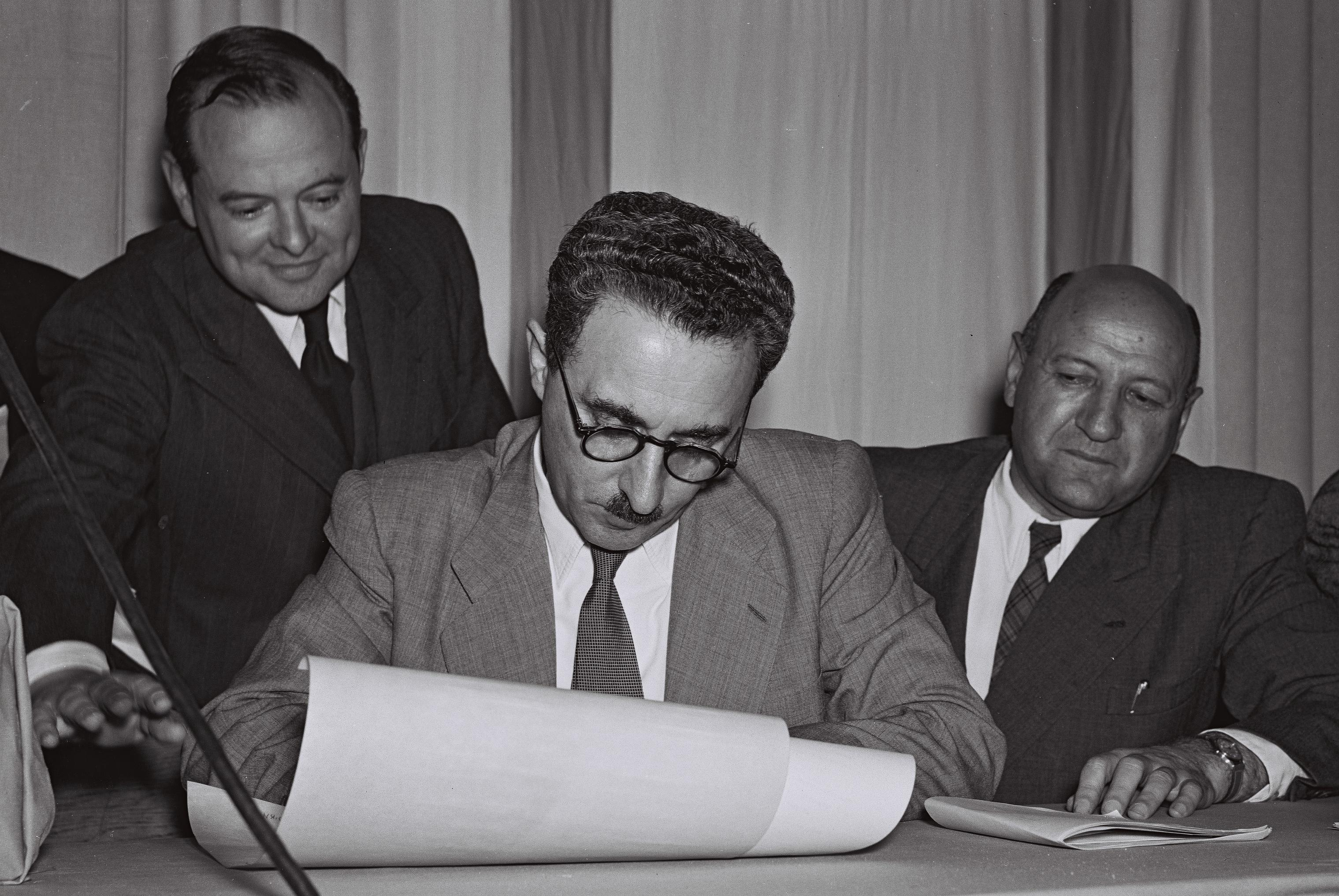
Moshe Sharet firma la Declaración de Independencia.

Como líder del Yishuv, David Ben-Gurión fue la primera persona en firmar. La declaración debía ser firmada por los 37 miembros de Moetzet HaAm. Sin embargo, doce miembros no pudieron asistir, con once de ellos atrapados en la sitiada Jerusalén y uno en el extranjero. Los 25 firmantes restantes presentes fueron convocados por orden alfabético para firmar, dejando espacios para los ausentes. Aunque se le dejó un espacio entre las firmas de Eliyahu Dobkin y Meir Vilner, Zerach Warhaftig firmó en la parte superior de la siguiente columna, lo que llevó a la especulación de que el nombre de Vilner se había dejado solo para aislarlo, o para enfatizar que incluso un comunista había estado de acuerdo con la declaración. Sin embargo, Warhaftig más tarde negó esto, afirmando que se le había dejado un espacio (ya que era uno de los firmantes atrapados en Jerusalén) donde una forma hebraizada de su nombre habría encajado alfabéticamente, pero insistió en firmar bajo su nombre real para honrar la memoria de su padre y así se movió hacia abajo dos espacios. Él y Vilner serían los últimos signatarios sobrevivientes, y permanecieron cerca por el resto de sus vidas. De los firmantes, dos eran mujeres (Golda Meir y Rachel Cohen-Kagan).
Cuando Herzl Rosenblum, un periodista, fue llamado para firmar, Ben-Gurión le solicitó que firmara bajo el nombre de Herzl Vardi, su seudónimo, ya que quería más nombres hebreos en el documento. Aunque Rosenblum accedió a la solicitud de Ben-Gurión y cambió legalmente su nombre a Vardi, más tarde admitió que lamentaba no firmar como Rosenblum. Varios otros signatarios más tarde levantaron sus nombres, incluidos Meir Argov (Grabovsky), Peretz Bernstein (entonces Fritz Bernstein), Avraham Granot (Granovsky), Avraham Nissan (Katznelson), Moshe Kol (Kolodny), Yehuda Leib Maimon (Fishman), Golda Meir (Meyerson / Myerson), Pinchas Rosen (Felix Rosenblueth) y Moshe Sharet (Shertok). Otros signatarios agregaron sus propios toques, incluido Saadia Kobashi, quien agregó la frase "HaLevy", refiriéndose a la tribu de Levi.
Después de que Sharet, el último de los firmantes, pusiera su nombre en el papel, la audiencia volvió a ponerse de pie y la Orquesta Filarmónica de Israel tocó "Hatikvah". Ben-Gurión concluyó el evento con las palabras "¡El Estado de Israel está establecido! ¡Se levanta esta sesión!"

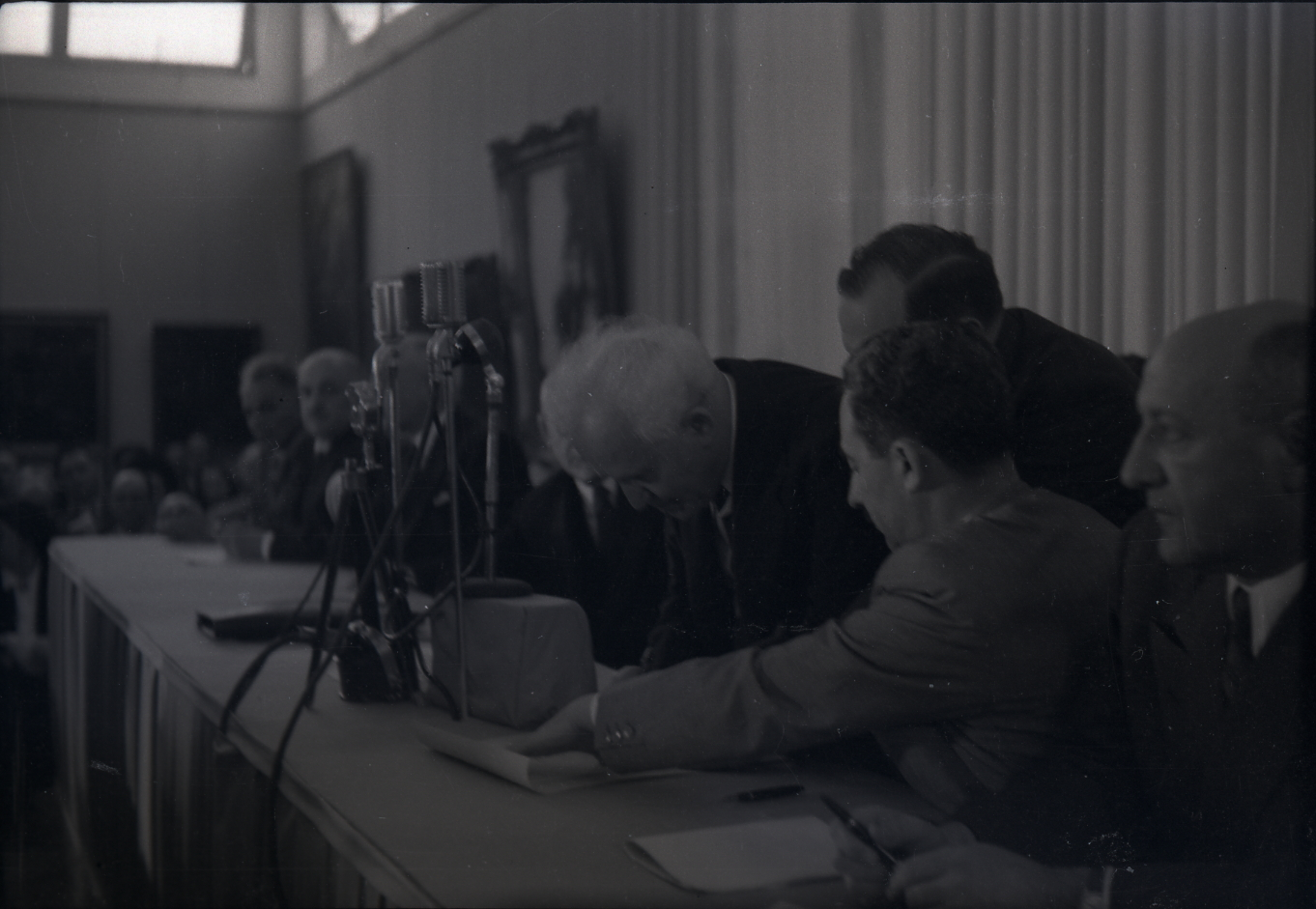
David Ben-Gurión
- Daniel Auster
- Yitzhak Ben-Zvi
- Mordechai Bentov
- Eliyahu Berligne
- Fritz Bernstein
- Rachel Cohen-Kagan
- Eliyahu Dobkin
- Yehuda Leib Fishman
- Wolf Gold
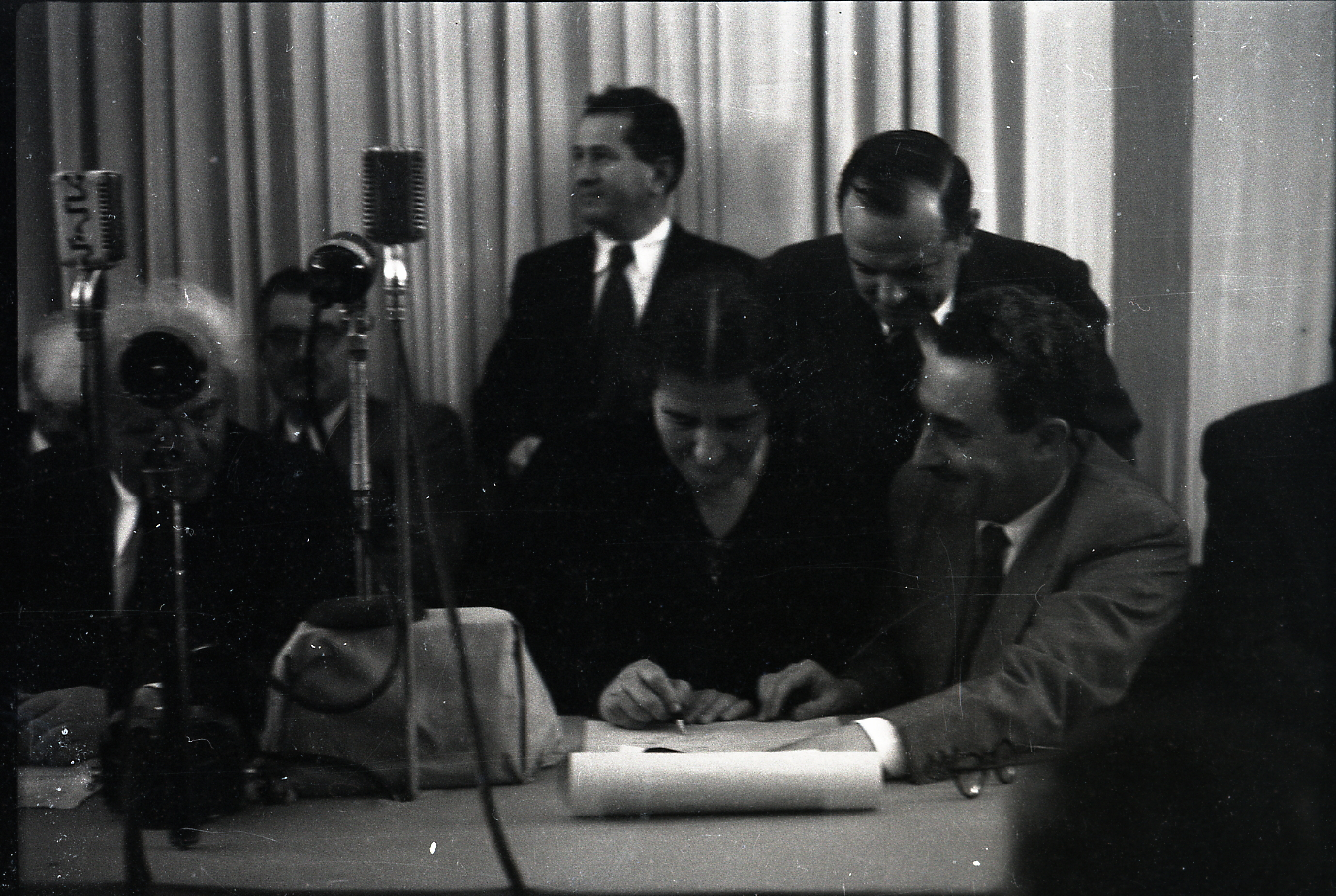
Meir Argov
- Avraham Granot
- Yitzhak Gruenbaum
- Kalman Kahana
- Eliezer Kaplan
- Avraham Katznelson
- Saadia Kobashi
- Moshe Kolodny
- Yitzhak-Meir Levin
- Meir David Loewenstein
- Zvi Lurie
- Golda Meyerson
- Nahum Nir
- David-Zvi Pinkas
- Felix Rosenblueth
- David Remez
- Berl Repetur
- Zvi Segal
- Mordechai Shatner
- Ben-Zion Sternberg
- Bechor-Shalom Sheetrit
- Haim-Moshe Shapira
- Moshe Sharet
- Herzl Rosenblum
Aharon Zisling
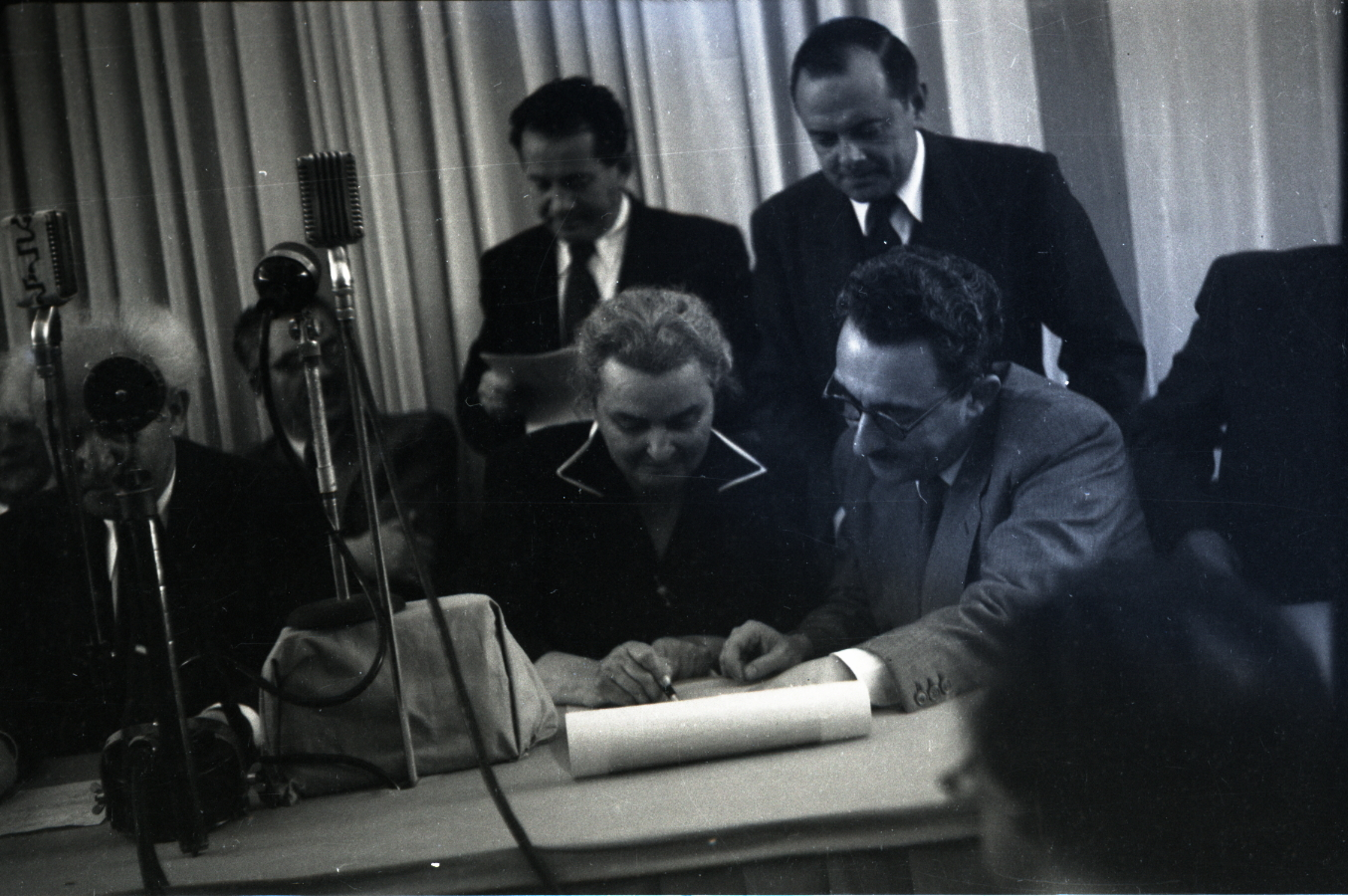
Rachel Cohen-Kagan
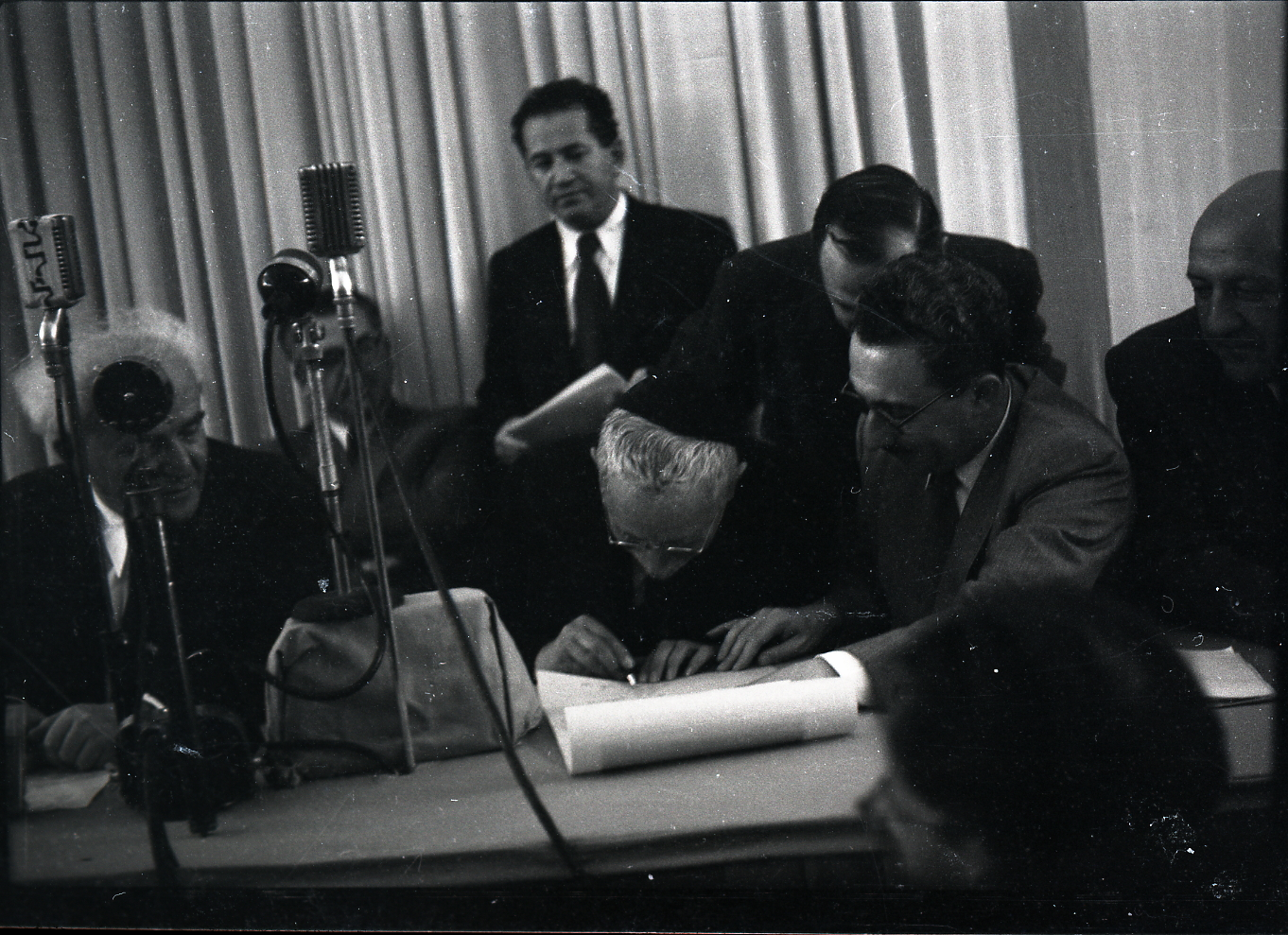
Yehuda Leib Maimon
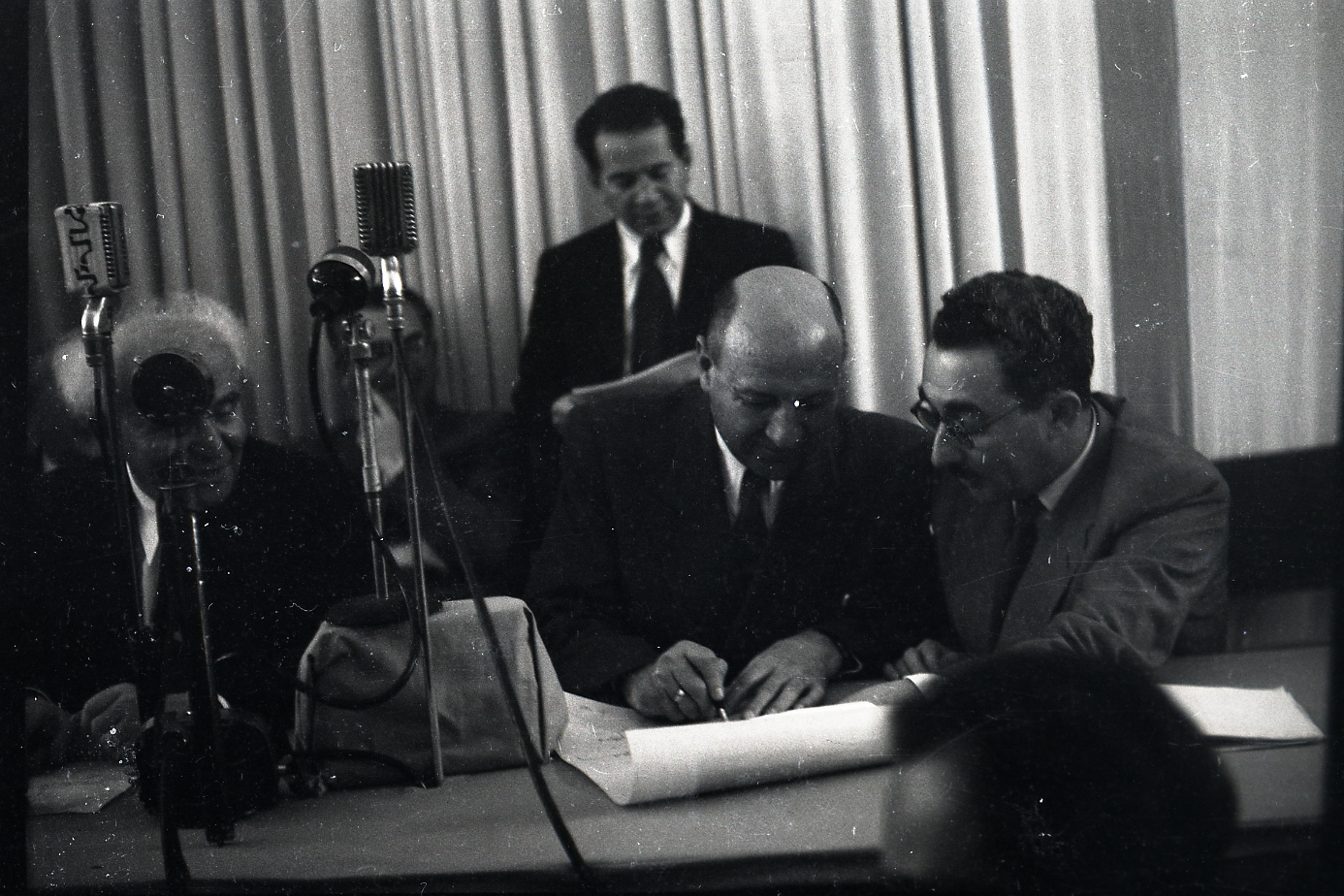
Eliezer Kaplan
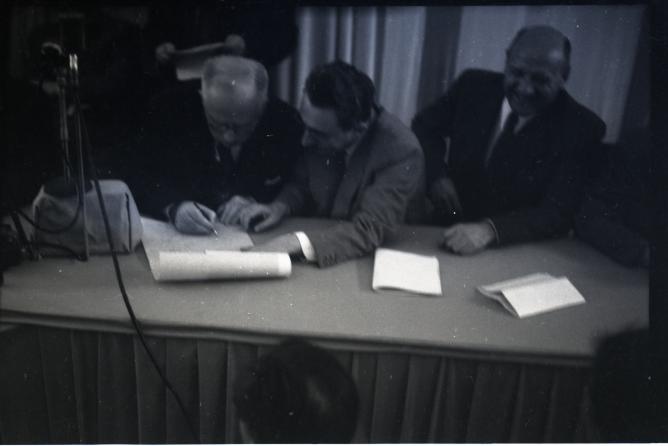
Pinhas Rosen
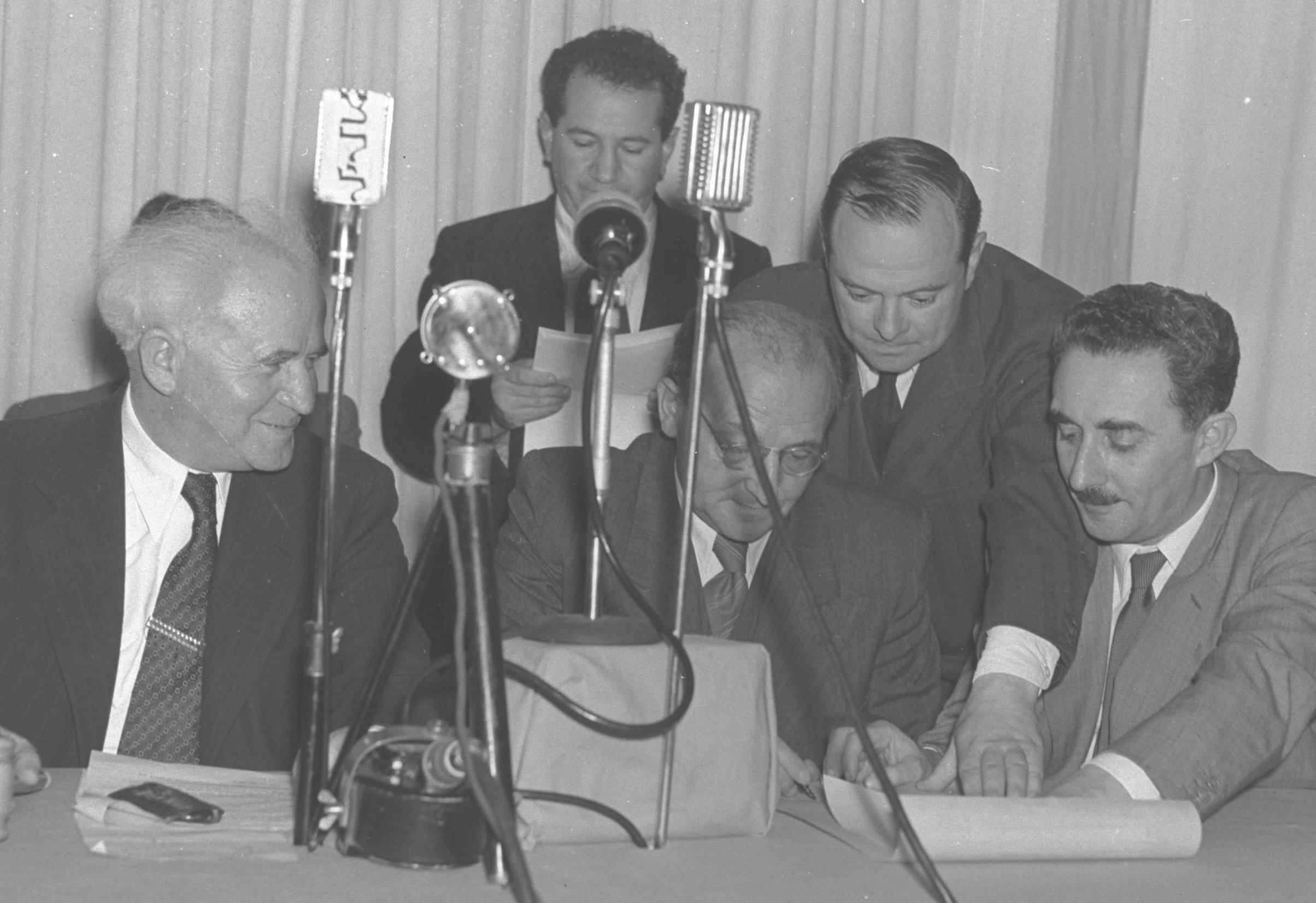
Peretz Bernstein

- Meir Vilner
- Zerach Warhaftig.

- Ben Gurion
- Golda Meir
- Aharon Zisling
- Rachel Cohen-Kagan
- Yehuda Leib Maimon
- Eliezer Kaplan
- Pinhas Rosen
- Peretz Bernstein

## Consecuencias
La declaración fue firmada en el contexto de la guerra civil entre las poblaciones árabe y judía del Mandato que había comenzado el día después de la votación de partición en la ONU seis meses antes. Los estados árabes vecinos y la Liga Árabe se opusieron a la votación y declararon que intervendrían para evitar su implementación. En un cablegrama del 15 de mayo de 1948 dirigido al Secretario General de las Naciones Unidas, el Secretario General de la Liga de los Estados Árabes afirmó que "los Estados árabes se ven obligados a intervenir para restablecer el orden público y poner coto a un mayor derramamiento de sangre".
Durante los siguientes días, los ejércitos de Egipto, Transjordania, Irak y Siria se enfrentaron a las tropas israelíes dentro del área de lo que acababa de dejar de ser el Mandato Palestino, comenzando así la guerra de independencia de Israel. Una tregua comenzó el 11 de junio, pero los combates reanudaron el 8 de julio y se detuvo nuevamente el 18 de julio, antes de reiniciarse a mediados de octubre y finalmente terminar el 24 de julio de 1949 con la firma de los acuerdos de armisticio. Para entonces, Israel había conservado su independencia y aumentado su superficie terrestre en casi un 50% en comparación con el Plan de Partición de la ONU de 1947.
Tras la declaración, Moetzet HaAm se convirtió en el Consejo de Estado Provisional, que actuó como el órgano legislativo para el flamante Estado hasta las primeras elecciones en enero de 1949.
Muchos de los signatarios desempeñarían un papel destacado en la política israelí después de la independencia; Moshe Sharet y Golda Meir sirvieron como primer ministro, Yitzhak Ben Zvi se convirtió en el segundo presidente del país en 1952, y varios otros sirvieron como ministros. David Remez fue el primer firmante en fallecer, muriendo en mayo de 1951, mientras que Meir Vilner, el signatario más joven con solo 29 años, fue el más longevo, sirviendo en la Knesset hasta 1990 y muriendo en junio de 2003. Eliyahu Berligne, el signatario de mayor edad a los 82 años, murió en 1959.
Once minutos después de la medianoche, Estados Unidos reconoció de facto al Estado de Israel. Esto fue seguido por Irán (que había votado en contra del plan de partición de la ONU), Guatemala, Islandia, Nicaragua, Rumania y Uruguay. La Unión Soviética fue la primera nación en reconocer plenamente a Israel de jure el 17 de mayo de 1948, seguida por Polonia, Checoslovaquia, Yugoslavia, Irlanda y Sudáfrica. Estados Unidos extendió el reconocimiento oficial después de las primeras elecciones israelíes, como Truman había prometido el 31 de enero de 1949. En virtud de la Resolución 273 (III) de la Asamblea General, Israel fue admitido como Miembro de las Naciones Unidas el 11 de mayo de 1949.
En los tres años posteriores a la guerra de la Independencia de Israel, unos 700.000 judíos emigraron a Israel, residiendo principalmente a lo largo de las fronteras. Alrededor de 136.000 eran algunos de los 250.000 judíos desplazados de la Segunda Guerra Mundial. Desde la guerra árabe-israelí de 1948 hasta principios de la década de 1970, entre 800.000-1.000.000 de judíos abandonaron, huyeron o fueron expulsados de sus hogares en países árabes; 260.000 de ellos llegaron a Israel entre 1948 y 1951; y 600.000 en 1972.

## El pergamino
Aunque Ben-Gurion le había dicho a la audiencia que estaba leyendo del pergamino de la Independencia, en realidad estaba leyendo de una hoja mimeografiada porque solo la parte inferior del mismo había sido terminada por el artista y calígrafo Otte Wallish en el momento de la declaración (no completó todo el documento sino hasta junio). Como no había tiempo que perder, tras la declaración los 37 signatarios firmaron sus nombres en una hoja de pergamino en blanco. El pergamino fue preparado en tres secciones unidas entre sí. El original de la Declaración se encuentra en los Archivos Nacionales de Israel. Basó el estilo de caligrafía en un Sefer Torá del siglo XVI.
Además, Walisch se encargó de la preparación de la sala de exposiciones en la que se anunció la independencia del Estado. Bajo la dirección de Ben Gurion y la guía inmediata de Ze'ev Sharef, Secretario de la Administración Nacional, Wallish hizo que la sala fuera despejada de arte no relacionado con los judíos e Israel. Hizo cambiar las obras de la sala por obras como "Jew Holding a Scroll" de Marc Chagall.
La responsabilidad para crear un estuche de almacenamiento adecuado se confió a la Academia Bezalel, considerada como la escuela de arte más importante del país. La administración de Bezalel le confió el trabajo a uno de los instructores de la academia, el maestro platero David Heinz Gumbel. En mayo de 1949, Gumbel presentó un boceto del diseño para una estuche de plata, y la propuesta fue aprobada por el primer ministro. El estuche de almacenamiento tardó seis semanas en producirse. A principios de diciembre de 1949, fue presentado a la secretaría del gobierno, que lo confió a los Archivos del Estado. Junto con la Declaración de Independencia, la caja de plata se exhibió por primera vez al público en general en una exposición de los Archivos Estatales en el Yom Ha'atzmaut de 1950.